# Военный чемпионат Франции по футболу
Военный чемпионат Франции (фр. Championnats de guerre) — соревнование, проводившееся Федерацией футбола Франции в период между 1939 и 1945 годом, которое было направлено на заполнение свободного игрового времени во время Второй мировой войны, появившегося за счёт отмены официального чемпионата. Кубковый турнир проводился без изменений.

## История
К концу 1930-х годов проведение соревнования становится неизбежным, из-за начала Второй мировой войны с Германией. 1 сентября 1939 года происходит вторжение Германии в Польшу и Франция, выполняя обязательства по англо-польскому альянсу, объявляет войну нацистской Германии.
2 сентября 1939 года правительство Франции, за сутки до объявления войны Германии, заявило о введении военного положения в стране и массовые мероприятия по всей стране были отменены — внимание Французской республики теперь обращено к военным действиям и общей мобилизации. Федерация футбола Франции не осталась в стороне от последних событий: все намеченные соревнования (за исключением Кубка Франции 1939-40) были также отменены, а ближе к концу сентября одобрила досрочное прекращение контрактов большей части профессиональных игроков, рекомендованных к мобилизации на военную службу. Таким образом, большинство игроков ушли воевать, и в результате многие лучшие команды Франции того времени оказались истощены. Тем не менее Федерация футбола Франции смогла сохранить организацию местных и товарищеских турниров в низших дивизионах, но в начале октября объявила об отмене всех предстоящих на этот сезон игр с участием национальной сборной и занялась адаптацией футбольной жизни под рамки военного времени. Федерации футбола Франции было предложено сохранить проведение кубкового турнира (розыгрыш получил название Кубок Шарля Симона) и организовать межрегиональный чемпионат с поправками на военное положение.
Созванная в начале ноября 1939 года Комиссия по изучению межрегиональных чемпионатов выдвинула регламент по проведению межрегионального чемпионата Франции с организацей двух игровых зон, определённых по географическому признаку (зоны «Север» и «Юг»). Основной турнир в обеих зонах проводится в обычном двухкруговом формате. Зона «Юг», в свою очередь, дополнительно разбивается на две группы, в рамках которой также проводятся матчи в два круга. Между соответствующими победителями групп в зоне «Юг» проводится финал, чемпион которой встречается с чемпионом зоны «Север» в рамках основного финала турнира. Клубам, которым было разрешено дозаявлять профессиональных игроков, обязали своевременно сообщать о заключении таких контрактов до середины ноября.
23 французских клуба положительно восприняли данную идею, однако при формировании зон стала ощущаться заметная нехватка команд из восточных провинций Франции, которые в этот уже находились на военном положении. Кандидатуру на участие в межрегиональном чемпионате выдвигают лишь клубы из Страсбурга и Перигё, участвующие в местной лиге «Центр-Восток». Также ощущалась нехватка клубов из северных окраин Франции (Лилль, Дюнкерк, Валансьен), а также команд из Ренна и Сошо, базировавшиеся в западной части страны.
16 ноября комиссия утвердила предложение Федерации футбола Франции организовать турнир с разделением на две игровые зоны: в зону «Север» было допущено десять клубов, а в зону «Юг», разделенную на группы A и B, пять и шесть клубов соответственно. Кандидатуры от клубов «Страсбур» для участия в зоне «Юг» и клуба «Фив» для участия в зоне «Север» были отклонены. Федерация футбола Франции отчасти изменяет некоторые положения регламента, принимает проект и утверждает календарь турнира. Первый «военный чемпионат» Франции по футболу стартовал 3 декабря 1939 года и завершился 5 мая 1940 года. Запланированный на 2 июня 1940 года финал межрегионального чемпионата, в котором должны были встретиться клубы «Руан» (победитель зоны «Север») и «Бордо» (победитель зоны «Юг»), не состоялся из-за вторжения немецких войск в Париж и оккупации северной части страны.
Следующие два сезона «военного чемпионата» прошли в условиях немецкой оккупации севера страны и коллаборационистского режима Виши на юге. Формат турнира был изменён: вместо зон «Север» и «Юг» были образованы три несвязанные между собой зоны «Оккупационная» (фр. Occupée), «Свободная» (фр. Libre) и «Запрещённая» (фр. Interdite), соответствовавшие участкам оккупированных территорий Франции. Встречи с участием клубов разных зон проводились только в рамках кубкового турнира. Количество команд в зонах менялся от сезона к сезону и было не постоянным. Так, если в сезоне 1940/41 принял участие 21 футбольный клуб (7 «оккупированных», 9 «свободных», 5 «запрещённых»), то в сезоне 1941/42 их было уже 30 (по 9 в «оккупированных» и «свободных» зонах, и ещё 12 — «запрещённых»). Фактически, ещё до падения Третьей Французской республики, большинство клубов потеряло свой профессиональный статус в связи с набором в команды игроков, участвовавших в соревнованиях низших дивизионов, и игроков-любителей.
В сезоне 1942/43 военный чемпионат Франции по футболу был вновь проведён с распределением команд в зонах, соответствующих географическому признаку (зоны «Север» и «Юг»). В отличие от сезона 1939/40, группового деления в зоне «Юг» уже не существовало, а участие в сезоне приняло сразу 32 клуба, из которых ровно поровну были распределены по своим зонам.
В сезоне 1943/44 был проведён так называемый «Федеральный чемпионат Франции по футболу», образованный из 16 клубов целиком оккупированной Франции. В «федеральном» чемпионате принимали участие не существовавшие тогда профессиональные клубы, а образованные при поддержке режима Виши собственные команды, названия которых не имели ничего общего с клубами потерявшими профессиональный статус в годы немецкой оккупации. Этот чемпионат стал единственным в истории профессиональным чемпионатом страны по футболу, организованным во Франции в военные годы. Победителем единственного «федерального» чемпионата Франции стал клуб «Ланс-Артуа», образованный на основе игроков профессионального клуба «Ланс» и местных команд из исторической области Артуа.
Последний «военный сезон» 1944/45 прошёл под знаменосным флагом освобождения Франции от немецкой оккупации. «Федеральный чемпионат» был упразднён, а участие в последнем «военном чемпионате» Франции приняло только 24 клуба, которые прежде смогли восстановить свой профессиональный статус по мере деоккупации страны. Распределение клубов осталось зональным и оно было аналогично сезону 1942/43. Тем не менее, из-за продолжающихся военных действий на востоке страны, в последнем «военном чемпионате» страны не смогли принять участие клубы, граничащие с районами и оккупированными территориями при нацистской Германии. Помимо этого, в совокупности с обильными разрушениями железнодорожной и автомобильной инфраструктуры во время войны, возникли трудности со стартом турнира в зоне «Юг», начало которого было отложено до января из-за сложных погодных условий зимы 1944—1945 годов. В регламент последнего «военного чемпионата» Франции страны была включена стадия основного финала, которая прежде предполагалась в сезоне 1939/40. Финальный матч состоялся 24 июня 1945 года на стадионе «Ив дю Мануар», победу одержал клуб «Руан», обыгравший «Лион» со счётом 4:0.
В 1945 году «военный чемпионат» был отменён и восстановлен официальный чемпионат Франции в новом формате с 18 клубами.